# Usui Kojima
Usui Kojima (小島 烏水, Kojima Usui, 29 décembre 1873 – 13 décembre 1948) est un écrivain japonais originaire de Yokohama, auteur de plus de vingt ouvrages. Il est également connu pour avoir réuni une collection de plus de 900 estampes ukiyo-e et pour avoir établi la première société d'alpinisme au Japon.
Il effectue l'ascension du mont Kasa en août 1913.